# Lönsås
Lönsås är kyrkbyn i Lönsås socken i Motala kommun i Östergötlands län. 
I orten ligger Lönsås kyrka.
Det har även funnits en skola på orten, som lades ner 1972.